# Aricoris cinericia
Aricoris cinericia is een vlindersoort uit de familie van de prachtvlinders (Riodinidae), onderfamilie Riodininae.
Aricoris cinericia werd in 1910 beschreven door Stichel.